# Język tandia
Język tandia – prawie wymarły język austronezyjski z indonezyjskiej części Nowej Gwinei. W 1991 r. posługiwały się nim dwie osoby.